# Бялоленка
Бялоле́нка (пол. Białołęka, от biały — белый и łąka — луг) — один из 18 дзельниц Варшавы, расположенный в северной части города. До 27 октября 2002 года Бялоленка имела статус гмины. Название Białołęka ведёт своё начало от некого дворянина Бялоленкого, который владел здесь землёй до начала Первой мировой войны.
Согласно данным Центрального статистического управления Польши площадь района составляет 73,04 км², а население — 92 768 человек.

## История
На территории Бялоленки состоялись 2 значительные битвы в польской истории: сражение со шведами 28-30 июля 1656 года и 25 февраля 1831 года битва при Бялоленке, одно из сражений Ноябрьского восстания.
- В 1425 году деревня Бялоленка стала принадлежать семье Голянских.
- В период между войнами из всех поселений территории нынешней Белоленки только Розополь был включён в состав Варшавы.
- В 1938 году население Бялоленки, входящий в муниципалитет Бродно, насчитывало 900 жителей.
- В 1951 году группа деревень, включая и Бялоленку, вошли в состав Варшавы в результате нового административного деления.
- В 1976 году в итоге очередных изменений границ города северо-восточная граница Варшавы приняла современный вид, присоединив к себе ещё несколько бывших деревень.
- В 1994 году Бялоленка получил административный статус гмины под названием Варшав-Бялоленка. Гмина была третьей по площади среди всех 11 варшавских гмин, занимая 15 % от общей городской площади.
- В 2002 году Бялоленка стала дзельницей.

## Структура района
Район можно условно поделить на следующие части:
- промышленную — с многочисленными производствами в центральном, южном и юго-западных частях: ТЭЦ Żerań (Elektrociepłownia Żerań), Polfa Tarchomin (фармацевтическая компания), водоподготовка Czajka, издательство Agora SA, фабрики L'Oréal и Coca-Cola Company, территории PKP, многие строительные компании)
- с плотной жилой застройкой в западной и северо-западной части.
- с преимущественно частными домами — северная и северо-восточная части.
- с преимущественно частными домами деревенского типа с обрабатываемой землёй (Бжезины, Левандов, Кобилка, Бялоленка Шлахека, Манки-Войды и другие)

## Границы
Бялоленка граничит с:
- районом Таргувеком на юге вдоль трассы Торуньской.
- районом Белянами и пригородом Ломянки на западе вдоль реки Висла.
- сёлами Яблонна и Нипоретом на севере.
- пригородом Марки на востоке.